# テメチ
テメチ（モンゴル語: Temeči、生没年不詳）は、モンゴル帝国に仕えた将軍の一人で、カルルク部の出身。『元史』では鉄邁赤(tiĕmàichì)と漢字表記される。

## 概要
テメチがモンゴル帝国に仕えるに至った経緯は不明であるが、初代皇帝チンギス・カンの治世には第2皇后クランのオルドに仕えていた。後に、チンギス・カン最後の外征となった西夏遠征にも従軍している。
第2代皇帝オゴデイが即位すると、テメチは皇子クチュを総司令とする南宋遠征に従軍した。テメチは行省のテムデル（鉄木答児）に従って河南方面に侵攻し、これ以後テメチの一族は河南一帯を本拠とするようになる。
第4代皇帝モンケの治世が始まると、テメチは今度はクビライを総司令とする南宋遠征軍に所属することとなった。しかしモンケとクビライの間に不和が生じたことにより南宋遠征軍の構成は大きく変更され、モンケ自らが率いる中央軍が四川を攻め、タガチャル率いる左翼軍が東方より南下し、先行して雲南から陳朝を攻めていたウリヤンカダイ率いる右翼軍が後方から南宋を攻撃する、という計画に変更された。しかし、遠征途上でモンケが急死するとモンゴル軍は指導者を失って混乱状態に陥り、ウリヤンカダイは敵中で孤立することになってしまった。
この時、次代のカアン位を狙うクビライは将士の信望を得るためにウリヤンカダイを救う事を決意し、自らは南宋の要衝の鄂州を包囲すると同時に、テメチを援軍としてウリヤンカダイの下に派遣した。精鋭兵・重騎兵を率いたテメチは岳州にてウリヤンカダイと合流し、援軍を得たウリヤンカダイ軍は南宋領を突破して無事クビライ軍と合流することができた。この「鄂州の役」にて遠征軍の信望を得たクビライはクリルタイにてカアンに即位し、末弟のアリクブケとの間に帝位（カアン位）を巡って内戦を起こすこととなった（帝位継承戦争）。帝位継承戦争においてもテメチはクビライ派として活躍し、最大の激戦となったシムルトゥ・ノールの戦いにも従軍した。
1270年（至元7年）には蒙古諸万戸府奥魯総管の地位を授かり、1282年（至元19年）に亡くなった。
息子には、中奉大夫・荊湖北道宣慰使となったクトゥグ・テムルがいた。